# Burkinafasko-tožská státní hranice

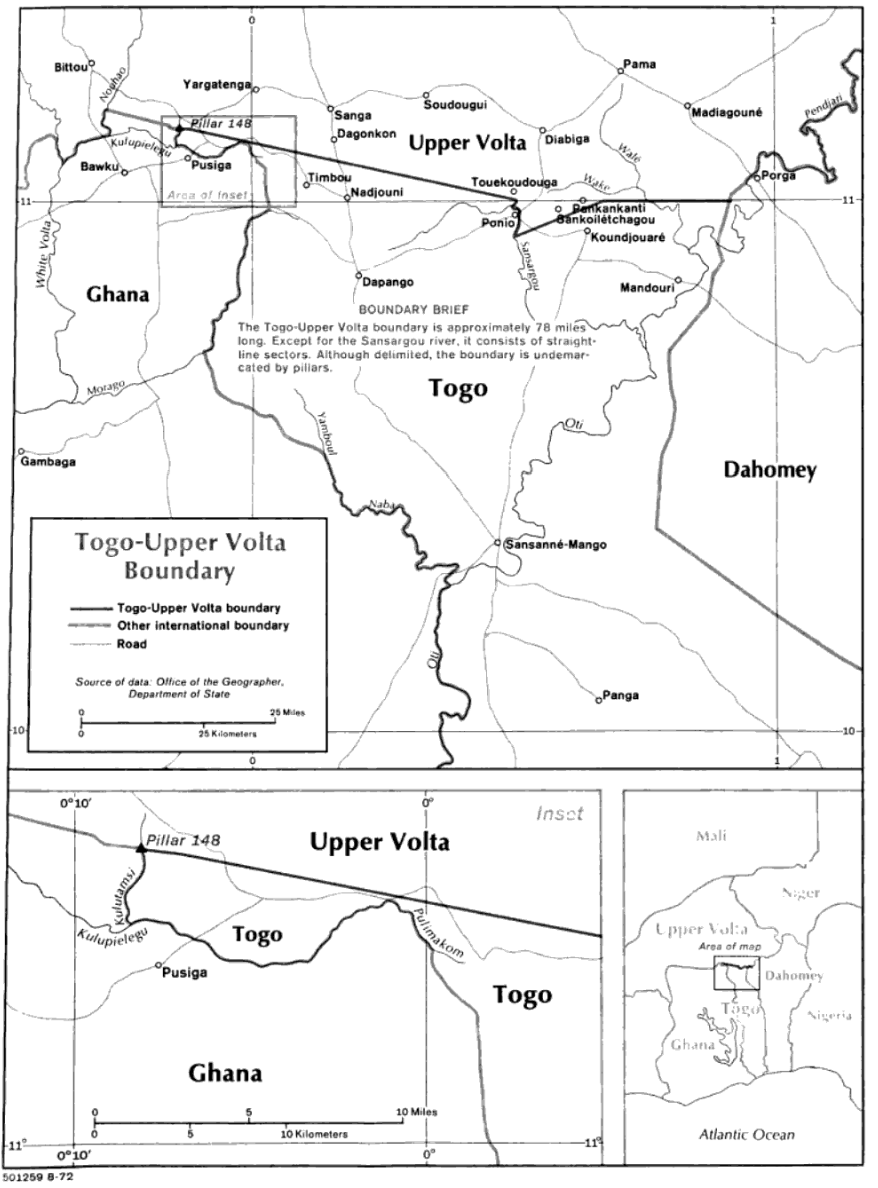
Burkinafasko-tožská státní hranice

Burkinafasko-tožská státní hranice je dlouhá 131 km a vede od trojmezí s Ghanou na západě k trojmezí s Beninem na východě.

## Popis
Státní hranice začíná na západě v trojmezí s Ghanou a pokračuje v přímé linii jihovýchodním směrem. Krátký úsek pak vede na jih podél řeky Sansargou, poté se stáčí severovýchodně až k severní 11. rovnoběžce. Hranice poté probíhá v přímce severně od této rovnoběžky na východ a končí v trojmezí s Beninem.

## Historie
V 80. letech 19. století došlo k silnému soupeření evropských mocností o území v Africe, známému jako závod o Afriku. Německo se začalo zajímat o africké území a v červenci 1884 podepsalo smlouvy s náčelníky podél pobřeží dnešního Toga. Německá kolonie byla pojmenována Togoland a postupně byla rozšiřována do vnitrozemí. Během tohoto závodu Francie získala kontrolu nad horním údolím řeky Niger (území zhruba odpovídající oblastem dnešního Mali a Nigeru). Francie tuto oblast obsadila v roce 1900. Francouzský Súdán (dnešní Mali) byl původně zahrnut spolu s oblastní dnešního Nigeru a Burkiny Faso (tehdejší Horní Volta) do kolonie zvané Horní Senegal a Niger, která se stala součástí Francouzské Západní Afriky.
Francie s Německem se dohodly na hranici mezi německým Togolandem a francouzským územím dne 23. července 1897. Hranice byla podrobněji vymezena dne 28. září 1912. Během první světové války byl německý Togoland dobyt spojenci a poté rozdělen na britské a francouzské mandátní území, a to podle mandátních hranic domluvených 10. července 1919. V důsledku toho bylo posunuto trojmezí mezi Burkinou Faso, Ghanou a Togem na východ.
Během druhé světové války získávalo na důležitosti hnutí usilující o dekolonizaci Afriky. Francie udělila širokou vnitřní autonomii všem svým africkým koloniím v roce 1958 v rámci Francouzského společenství. Francouzský Togoland vyhlásil nezávislost dne 27. dubna 1960, čímž se hranice mezi ním a Horní Voltou stala státní hranicí mezi dvěma suverénními státy.